# 100 Greatest Britons
100 Greatest Britons foi uma série de televisão transmitida pela BBC em 2002. Consistiu de uma votação popular feita para determinar quais eram os maiores britânicos da história. A série apresentava episódios individuais mostrando os dez mais votados até aquela altura, com os espectadores tendo a chance de votar novamente após cada programa.

## Os 10 maiores
| Pos. | Foto | Nome                                                           | Área                                     | Função |
| ---- | ---- | -------------------------------------------------------------- | ---------------------------------------- | --- |
| 1    |      | Sir Winston Churchill (1874-1965)                              | Política                                 | Estadista, escritor, jornalista, orador e historiador, que serviu como Primeiro-ministro do Reino Unido durante a Segunda Guerra Mundial.                                    |
| 2    |      | Isambard Kingdom Brunel (1806–1859)                            | Engenharia e Arquitetura                 | Arquiteto, inventor e engenheiro que mais se destacou no século XIX durante a Revolução Industrial Inglesa.                                                                  |
| 3    |      | Diana, Princesa de Gales (1961–1997)                           | Política                                 | Supercelebridade, filantropa e Princesa de Gales (1981-1997) |
| 4    |      | Charles Darwin (1809–1882)                                     | Biologia                                 | Naturalista, primeiro cientista a propôr a Teoria da Evolução e a Seleção Natural, fundador do chamado Darwinismo.                                                           |
| 5    |      | William Shakespeare (1564–1616)                                | Literatura e Artes Cênicas               | Poeta e dramaturgo, tido como maior escritor em língua inglesa e um dos maiores dramaturgos do mundo.                                                                        |
| 6    |      | Sir Isaac Newton (1643–1727)                                   | Física, Matemática, Astronomia, Teologia | Físico, matemático, astrônomo, filósofo natural, alquimista e teólogo, sendo autor das Leis de Newton e da Lei da Gravitação Universal, que fundamentam a Mecânica Clássica. |
| 7    |      | Rainha Elizabeth I da Inglaterra (1533–1603)                   | Política                                 | Rainha da Inglaterra e da Irlanda, que governou seu país de 1558 até a sua morte.                                                                                            |
| 8    |      | John Lennon (1940–1980)                                        | Música/Política                          | Músico, compositor, escritor e ativista, fundador e um dos principais membros da banda The Beatles.                                                                          |
| 9    |      | Vice-almirante Horatio Nelson, 1.º Visconde Nelson (1758–1805) | Militar                                  | Oficial da Marinha Real Britânica, famoso por suas intervenções nas Guerras Napoleônicas.                                                                                    |
| 10   |      | Oliver Cromwell (1599–1658)                                    | Militar e Política                       | Militar e político, principal líder da Guerra Civil Inglesa, chefe da Commonwealth da Inglaterra de 1653 a 1658, e instaurador de uma república puritana no país.            |

## Os 90 maiores
Não-britânicos ou britânicos nascidos em territórios que já foram possessões coloniais estão retratados com bandeiras modernas de seus países de nascimento. Britânicos nascidos no Reino Unido metropolitano (incluindo a Irlanda de antes de dezembro de 1922) estão retratados por bandeiras de subdivisões do Reino Unido.
| 11 | 12 | 13 |
| --- | --- | --- |
| Sir Ernest Shackleton (1874–1922) Explorador, ícone da Era da Exploração Antártica. Nasceu na Irlanda quando a totalidade desta ainda estava sobre soberania britânica | Capitão James Cook (1728–1779) Explorador, navegador e cartógrafo, descobridor da Austrália e da Nova Zelândia.                                                                                             | Robert Baden-Powell (1857–1941) Tenente-general fundador do Escotismo                                                                 |
| 14 | 15 | 16 |
| Rei Alfredo de Wessex (849–899) Rei de Wessex (871–899) | Arthur Wellesley, 1° Duque de Wellington (1769–1852) Marechal e Primeiro-Ministro do Reino Unido (1828-1830; 1834-1834). Nasceu na Irlanda quando a totalidade desta ainda estava sobre soberania britânica | Margaret Thatcher, Baronesa Thatcher (1925-2013 ) Primeira-Ministra do Reino Unido (1979–1990)                                        |
| 17 | 18 | 19 |
| Michael Crawford (1942-) Tenor e ator, intérprete de O Fantasma da Ópera e Barnum                                                                                      | Rainha Vitória do Reino Unido (1819–1901) Rainha do Reino Unido, teve o 2.° reinado mais longo da história britânica por 63 anos e 216 dias (1837–1901)                                                     | Sir Paul McCartney (1942-) Músico, ativista e ex-membro da banda The Beatles                                                          |
| 20 | 21 | 22 |
| Sir Alexander Fleming (1881–1955) Biólogo e farmacêutico, descobridor da penicilina                                                                                    | Alan Turing (1912–1954) Matemático e cientista da computação, criador da máquina de Turing | Michael Faraday (1791–1867) Físico e químico, experimentalista elétrico e magnético                                                   |
| 23 | 24 | 25 |
| Owain Glyndŵr (1359–1416) Príncipe Titular do País de Gales (1400-1416)                                                                                                | Rainha Elizabeth II do Reino Unido (1926-2022) Rainha do Reino Unido, teve o reinado mais longo da história britânica por 70 anos e 214 dias (1952-2022)                                                    | Stephen Hawking (1942-2018) Físico teórico, formulador de teorias da singularidade gravitacional, relatividade geral e buracos negros |
| 26 | 27 | 28 |
| William Tyndale (1494–1536) Pastor protestante e acadêmico, creditado pela tradução da Bíblia ao inglês moderno                                                        | Emmeline Pankhurst (1858–1928) Uma das fundadoras do Sufragismo | William Wilberforce (1759–1833) Político, filantrópico e líder do movimento aboliscionista do tráfico negreiro                        |
| 29 | 30 | 31 |
| David Bowie (1947-2016) Músico e ator | Guy Fawkes (1570–1606) Soldado católico, um dos planejadores da Conspiração da pólvora | Leonard Cheshire, Barão Cheshire (1917–1992) Piloto da Força Aérea Real durante a Segunda Guerra Mundial                              |
| 32 | 33 | 34 |
| Eric Morecambe (1926–1984) Comediante que compunha o programa Morecambe and Wise                                                                                       | David Beckham (1975-) Futebolista, um dos maiores jogadores de sua época | Thomas Paine (1737–1809) Político, revolucionário, inventor e intelectual, um dos Pais Fundadores dos Estados Unidos da América       |
| 35 | 36 | 37 |
| Rainha Boudica dos Icenos (?-60aC) Rainha Consorte do Rei Prasutagos e líder celta da resistência de seu reino ao Império Romano                                       | Sir Steve Redgrave (1962-) Remador pentacampeão olímpico | Sir Thomas More (1478–1535) Estadista, diplomata, advogado e político                                                                 |
| 38 | 39 | 40 |
| William Blake (1757–1827) Poeta, pintor e tipógrafo, um dos pintores de pintura fantástica                                                                             | John Harrison (1693–1776) Relojoeiro, inventor do primeiro relógio marítmo | Rei Henrique VIII da Inglaterra (1491–1547) Rei da Inglaterra (1509–1547) e criador da Igreja Anglicana                               |
| 41 | 42 | 43 |
| Charles Dickens (1812–1870) Romancista da Era Vitoriana | Sir Frank Whittle (1907–1996) Engenheiro militar da Força Aérea Real, inventor do motor a jato | John Peel (1939–2004) Radialista, crítico musical e jornalista                                                                        |
| 44 | 45 | 46 |
| John Logie Baird (1888–1946) Engenheiro, pioneiro da televisão | Aneurin Bevan (1897–1960) Político social-democrata, Ministro do Trabalho em 1951 | Boy George (1961-) Cantor, compositor e disc jockey                                                                                   |
| 47 | 48 | 49 |
| Sir Douglas Bader (1910–1982) Ás da aviação da Força Aérea Real | Sir William Wallace (1270–1305) Soldado escocês, liderou a resistência ao domínio inglês | Sir Francis Drake (1540–1596) Corsário, explorador e almirante                                                                        |
| 50 | 51 | 52 |
| John Wesley (1703–1791) Clérigo anglicano e teólogo critão, fundador do Metodismo                                                                                      | Rei Artur Figura lendária romancista e medieval, líder da resistência dos britânicos aos saxões | Florence Nightingale (1820–1910) Enfermeira, pioneira no tratamento de feridos de guerra na Guerra da Crimeia                         |
| 53 | 54 | 55 |
| T. E. Lawrence (1888–1935) Arqueólogo, militar, agente secreto, diplomata e escritor                                                                                   | Sir Robert Falcon Scott (1868–1912) Oficial da Marinha do Reino Unido e explorador polar | Enoch Powell (1912–1998) Político, linguista, escritor, acadêmico, soldado e poeta                                                    |
| 56 | 57 | 58 |
| Sir Cliff Richard (1940) Músico ex-integrante da banda The Shadows | Alexander Graham Bell (1847–1922) Cientista, inventor, creditado como inventor do telefone e do sistema de telefonia                                                                                        | Freddie Mercury (1946–1991) Músico, vocalista da banda Queen                                                                          |
| 59 | 60 | 61 |
| J.K. Rowling (1965-) Escritora, autora com mais livros vendidos na história, pela série Harry Potter                                                                   | Sir Edward Elgar (1857–1934) Compositor, compôs obras como Marchas de Pompa e Circunstância e Variações Enigma                                                                                              | Rainha Isabel, Rainha Mãe do Reino Unido (1900–2002) Rainha Consorte do Rei Jorge VI e mãe da Rainha Elizabeth II                     |
| 62 | 63 | 64 |
| Dama Julie Andrews (1935-) Atriz e cantora | Sir David Attenborough (1926-) Radiodifusor e naturalista | James Connolly (1868–1916) Líder nacionalista e revolucionário socialista                                                             |
| 65 | 66 | 67 |
| George Stephenson (1781–1848) Engenheiro civil e mecânico, pioneiro na construção e elaboração de ferrovias durante a Revolução Industrial Inglesa                     | Sir Charlie Chaplin (1889–1977) Ator cômico, diretor, produtor, dançarino, roteirista e músico | Tony Blair (1953-) Primeiro-Ministro do Reino Unido (1997-2007)                                                                       |
| 68 | 69 | 70 |
| William Caxton (1422–1492) Comerciante, diplomata, escritor e pintor                                                                                                   | Bobby Moore (1941–1993) Futebolista, capitão da Seleção Inglesa de Futebol na conquista de 1966 | Jane Austen (1775–1817) Romancista, autora de Pride and Prejudice e Persuasion                                                        |
| 71 | 72 | 73 |
| William Booth (1829–1912) Metodista, fundador do Exército da Salvação                                                                                                  | Rei Henrique V da Inglaterra (1387–1422) Rei da Inglaterra (1413–1422) | Aleister Crowley (1875–1947) Ocultista, escritor, montanhista, poeta, fundador da doutrina Thelema                                    |
| 74 | 75 | 76 |
| Rei Roberto I da Escócia (1274–1329) Rei da Escócia (1306-1329) | Bob Geldof (1951) Músico e humanista | The Unknown Warrior (?) Soldado que lutou e morreu na Primeira Guerra Mundial                                                         |
| 77 | 78 | 79 |
| George Harrison (1943–2001) Músico e ex-membro da banda The Beatles | Edward Jenner (1749–1823) Naturalista e médico, creditado como inventor da vacina contra a varíola, a primeira vacinação já feita                                                                           | David Lloyd George, 1° Conde Lloyd-George de Dwyfor (1863–1945) Primeiro-Ministro do Reino Unido (1916–1922)                          |
| 80 | 81 | 82 |
| Charles Babbage (1791–1871) Cientista, matemático, inventor, pioneiro da computação                                                                                    | Geoffrey Chaucer (c.1343–1400) Escritor, filósofo, cortesão e diplomata | Rei Ricardo III da Inglaterra (1452–1485) Rei da Inglaterra (1483–1485)                                                               |
| 83 | 84 | 85 |
| Robbie Williams (1974-) Músico, ex-integrante da banda Take That | James Watt (1736–1819) Matemático e engenheiro, desenvolvedor do motor a vapor | Sir Richard Branson (1950-) Empresário e aventureiro, fundador do Grupo Virgin                                                        |
| 86 | 87 | 88 |
| Bono Vox (1960-) Músico, filantropista, ativista, integrante da banda U2                                                                                               | John Lydon (1956-) Músico, ex-integrante da banda Sex Pistols | Bernard Montgomery, 1° Visconde Montgomery de Alamein (1887–1976) Oficial militar, batalhou na Segunda Guerra Mundial                 |
| 89 | 90 | 91 |
| Donald Campbell (1921–1967) Piloto automobilístico | Rei Henrique II da Inglaterra (1133–1189) Rei da Inglaterra (1154–1189) | James Clerk Maxwell (1831–1879) Físico e matemático, autor da teoria moderna do eletromagnetismo                                      |
| 92 | 93 | 94 |
| J.R.R. Tolkien (1892–1973) Escritor, professor universitário, filólogo, autor de Senhor dos Anéis                                                                      | Sir Walter Raleigh (1552–1618) Explorador, espião, escritor e poeta | Rei Eduardo I da Inglaterra (1239–1307) Rei da Inglaterra (1272–1307)                                                                 |
| 95 | 96 | 97 |
| Sir Barnes Wallis (1887–1979) Cientista, engenheiro e inventor, pioneiro da tecnologia de aviação                                                                      | Richard Burton (1925–1984) Ator que atuou em The Longest Day e Cleópatra | Tony Benn (1925-2014) Político, ex-ministro e ex-secretário do Reino Unido                                                            |
| 98 | 99 | 100 |
| David Livingstone (1813–1873) Missionário e explorador da África | Sir Tim Berners-Lee (1955-) Engenheiro e cientista da computação, inventor da World Wide Web | Marie Stopes (1880–1958) Escritora, paleobotânica, ativista, pioneira na contracepção                                                 |